# Павловский, Иван Васильевич
Ива́н Васи́льевич Павло́вский (22 марта 1905, дер. Жуково, Вологодская губерния — 13 августа 1968, Ярославль) — командир отделения разведки 798-го артиллерийского полка, старший сержант — на момент представления к награждению орденом Славы 1-й степени.

## Биография
Родился 22 марта 1905 в деревне Жуково (ныне — Вологодского района Вологодской области). Русский. Окончил 4 класса сельской школы в соседнем селе Широгорье. С 1924 работал землекопом на кирпичном заводе в городе Вологде. В 1926 году переехал в Ярославль, работал на вагоноремонтном заводе: был учеником слесаря, слесарем, руководил бригадой по сборке вагонов. В 1930 году перешёл на электромашиностроительный завод, где освоил специальность шлифовщика, а позднее заведовал складом готовых изделий.
В августе 1941 года был призван в Красную Армию. С сентября того же года участвовал в боях с немецко-вражескими захватчиками. Член ВКП(б) с 1943 года. Сражался на Ленинградском, 1-м Белорусском фронтах, стал артиллерийским разведчиком.
16-17 июня 1944 года сержант Павловский в бою близ железнодорожной станции Териоки и села Райвола находился в боевых порядках стрелковых подразделений. Оборудовав наблюдательный пункт на нейтральной полосе, в непосредственной близости от позиций противника, разведчики корректировали огонь своих батарей. В результате были выявлены 3 вражеские батареи и дот с пушкой, которые были подавлены нашей артиллерией. Приказом от 9 июля 1944 года сержант Павловский Иван Васильевич награждён орденом Славы 3-й степени.
В конце 1944 года 3-я ударная армия была переброшена в Польшу в состав 1-го Белорусского фронта. В составе своей части сержант Павловский принимал участие в боях за освобождение польской земли, добивал врага в его логове — Берлине.
16-17 февраля 1945 года старший сержант Павловский в ходе отражения атаки противника в районе города Реетц был на наблюдательном пункте в боевых порядках пехоты, корректировал огонь тяжелых гаубиц. Когда был тяжело ранен командир дивизионной разведки, вынес офицера в безопасное место и принял командование на себя. Умело организовал наблюдение за противником, корректировал огонь орудий, расчищая путь наступающим. К вечеру противники подвезли артиллерию и подтянули свежие силы, чтобы контратаковать наши позиции. Павловский своевременно обнаружил скопление сил противника и приказал открыть огонь. Он лично подбил штурмовое орудие, уничтожил свыше взвода солдат, не допустил прорыва вражеской пехоты. Приказом от 11 апреля 1945 года за умелое руководство артиллерийским огнём во время сражения под городом Реетц, стойкость и находчивость, проявленные в бою старший сержант Павловский Иван Васильевич награждён орденом Славы 2-й степени.
В апреле 1945 года 798-й артиллерийский полк вышел на берег Одера и обеспечивал форсирование водной преграды стрелковыми подразделениями.
12-14 апреля 1945 года в боях на левом берегу реки Одер близ населённого пункта Гросс-Иойендорф старший сержант Павловский оборудовал наблюдательный пункт менее чем в 100 м от переднего края обороны противника. В ходе наблюдения он обнаружил 3 блиндажа, 2 дзота с пулемётами, артиллерийские позиции. Перед наступлением эти цели были разбиты артиллерийским огнём. Вражеский опорный пункт, рассчитанный на длительную оборону, пал за несколько часов.
23 апреля — 2 мая 1945 у населённого пункта Лихтенберг и в уличных боях в Берлине старший сержант Павловский находился в боевых порядках пехоты, своевременно передавал целеуказания, что помогало прокладывать путь стрелковым подразделениям. За образцовое выполнение боевых заданий командования, за личную отвагу, решительность, проявленные при взятии Берлина, был представлен к награждению орденом Славы 1-й степени.
После Победы в 1945 году был демобилизован. Вернулся в город Ярославль.
Указом Президиума Верховного Совета СССР от 15 мая 1946 года за исключительное мужество, отвагу и бесстрашие, проявленные на заключительном этапе Великой Отечественной войны в боях с вражескими захватчиками старший сержант Павловский Иван Васильевич награждён орденом Славы 1-й степени. Стал полным кавалером ордена Славы.
До выхода на пенсию в 1965 году трудился на Ярославском электромашиностроительном заводе. Скончался 13 августа 1968 года.
Награждён орденами Славы 3-х степеней, медалями.